# OK Italia
Ok Italia è il 10º album in studio del cantautore italiano Edoardo Bennato del 1987.

## Il disco
Con questo album, Bennato cambia casa discografica: il suo approdo alla Virgin rappresenta la conferma delle sue potenzialità commerciali, e non solo, anche all'estero. Il disco non deluderà le aspettative, rivelandosi un successo. Musicalmente Bennato abbandona quasi completamente le radici blues per darsi all'hard rock, genere precedentemente esplorato in Kaiwanna. In molti brani fa capolino anche l'elettronica, come in "Chi beve, chi beve", spaccato delle contraddizioni della sua amata città.

## Tracce
LATO A
1. Ok Italia - 4:07
2. Mestieri che s'inventano - 4:49
3. Allora chi! - 5:10
4. Era una festa - 4:02

LATO B
1. La città obliqua - 3:30
2. Tu vuoi l'America - 4:42
3. Chi beve, chi beve - 6:00
4. La televisione che felicità - 5:16

## Formazione
- Edoardo Bennato - voce, armonica
- Pino Palladino - basso
- Luciano Ninzatti - chitarra
- Mauro Spina - batteria
- Maurizio Preti - percussioni
- Tony Cercola - percussioni
- Stefano Pulga - tastiera
- Demo Morselli - tromba
- Amedeo Bianchi - sax
- Peppe Russo- sax
- Naimy Hackett, Silvio Pozzoli - cori